# S/2003 J 12
S/2003 J 12 és el més petit dels satèl·lits irregulars retrògrad de Júpiter. Fou descobert per un equip d'astrònoms de la Universitat de Hawaii dirigits per Scott S. Sheppard l'any 2003.

## Característiques
S/2003 J 12 té un diàmetre d'un 1 quilòmetre, i orbita Júpiter a una distància mitjana de 17,40 milions de km en 550 dies, a una inclinació de 146 º, en una direcció retrògrada i amb una excentricitat de 0,38. Es tracta del satèl·lit retrògrad exterior més proper a Júpiter, tots els altres satèl·lits coneguts més propers són prògrads. Aquest satèl·lit sembla no pertànyer a cap grup.

## Observacions
S/2003 J12 fou descobert per l'equip de Shepard el 8 de febrer de 2003 i la descoberta fou anunciada el 7 de març del mateix any. Com que la seva òrbita no ha estat confirmada, encara conserva la seva designació provisional que indica que fou el dotzè satèl·lit descobert al voltant de Júpiter l'any 2003.